# 金庄文庙
37°11′48″N 112°13′47″E / 37.19667°N 112.22972°E
金庄文庙位于中国山西省平遥县岳壁乡金庄村，2006年列为全国重点文物保护单位。

## 历史
金庄文庙始建于元延祐二年（1315年），由李郁等十余人出资修造。明万历四十四年（1616年）四月初四、清康熙三十八年（1619）闰七月、嘉庆七年（1802年）三月十七日重建，一说建于元至顺四年（1333年）。

## 建筑
金庄文庙坐北朝南，前后三进院落，占地1056平方米，建筑面积406平方米，包括中轴线上的棂星门、明伦堂、状元门、泮池、仰圣门、大成殿，以及两侧的东西配殿、碑廊等建筑。
明伦堂面阔三间，硬山顶。
大成殿为清嘉庆七年（1802年）所建，面阔三间，进深三椽，硬山顶，前檐设廊，檐下斗栱五踩单翘单昂，似较普通。然而殿内供奉元初彩绘泥塑十五尊，中央是中国最古老的一尊孔子像，系坐像，高1.85米，面黑多须，门牙突出外露，符合史书记载的孔子形象，坐垫仿栽绒毛毯，有蒙古文化特色；两侧供奉“四配”（复圣颜回、宗圣曾参、述圣孔伋、亚圣孟轲），高1.55米；再侧供奉“十哲”（闵损、冉雍、端木赐、仲由、卜商；冉耕、宰子、冉求、言偃、颛孙师），高1.32米。

## 保护
2006年5月25日，公布为第六批全国重点文物保护单位，编号6-0414-3-117。

## 参观
金庄文庙仅在高考期间开放数日。棂星门并不开放，而要从东侧的金庄龙王庙（晋中市金庄文物管理处）迂回进入。